# Stéphane d'Arménie
 (août 2025).
 (août 2025).
Stéphane d'Arménie, né vers 1111 et mort le 7 février 1165, est un prince roupénide, maréchal du royaume arménien de Cilicie. Il est le troisième fils du prince des Montagnes Léon Ier d'Arménie et de sa première épouse Béatrice de Rethel.

## Biographie
À la suite de l'invasion du royaume de Cilicie par l'empereur byzantin Jean II Comnène en 1138, son père le nomme maréchal du royaume, mais il ne peut empêcher la défaite de ses troupes. Bien qu'il parvienne à s'échapper et à se réfugier à Édesse, son père Léon Ier et ses frères Thoros II et Roupen sont faits prisonniers. Léon meurt en captivité en 1140 tandis que Roupen est exécuté en 1141 pendant que Thoros demeure en résidence surveillée jusqu'à son évasion en 1145.
Pendant cette période, Stéphane agit en tant que régent du royaume arménien de Cilicie avant de rendre le pouvoir à son frère aîné Thoros, une fois celui-ci libéré. En 1157, Stéphane attaque les territoires byzantins autour de Marash, contre la volonté de son frère, sans toutefois parvenir à reprendre Marash elle-même.
Le 7 février 1165, le gouverneur byzantin de Tarse Andronikos Euphorbenos (en) l'invite à un festin lors duquel il le fait arrêter et assassiner en vengeance de ses attaques passées sur le territoire byzantin. En représailles, ses frères Thoros et Mleh massacrent de nombreux Grecs sur leurs domaines, et une nouvelle guerre avec les Byzantins est évitée de justesse grâce aux efforts diplomatiques menés par le roi Amaury Ier de Jérusalem.

## Mariage et enfants
Il épouse Rita de Barbaron, fille de Smbat, seigneur de Barbaron, avec qui il a trois enfants :
- Roupen III d'Arménie, prince des Montagnes 1175 à 1187 ;
- Léon II d'Arménie, prince des Montagnes de 1187 à 1199 ;
- Doleta d'Arménie, qui épouse Bertrand Embriaco, avec qui elle a un enfant (Hugues).